# Camiers
Camiers é uma comuna francesa na região administrativa de Altos da França, no departamento de Pas-de-Calais. Estende-se por uma área de 16,13 km². Em 2010 a comuna tinha 2 788 habitantes (densidade: 172,8 hab./km²).